# Xanthophenax microspilus
Xanthophenax microspilus là một loài tò vò trong họ Ichneumonidae.